# Jesús Sinisterra
Jesús Brahaman Sinisterra Arias (* 9. Dezember 1975 in Quibdó, Departamento del Chocó) ist ein ehemaliger kolumbianischer Fußballspieler.

## Karriere

### Verein
Der 1,72 m große Mittelfeldspieler absolvierte im Jahr 2002 ein Spiel in der Fußball-Bundesliga für Arminia Bielefeld sowie in den Jahren 2003 bis 2005 insgesamt 32 Spiele in der 2. Fußball-Bundesliga für Arminia Bielefeld und Eintracht Trier und erzielte dabei ein Tor.

### Nationalmannschaft
Für Kolumbien hat er insgesamt drei Länderspiele bestritten.